# Paralimnophila diffusior
Paralimnophila diffusior är en tvåvingeart som beskrevs av Alexander 1968. Paralimnophila diffusior ingår i släktet Paralimnophila och familjen småharkrankar. Inga underarter finns listade i Catalogue of Life.